# Anthocharis bambusarum
Anthocharis bambusarum is een vlindersoort uit de familie van de Pieridae (witjes), onderfamilie Pierinae.
Anthocharis bambusarum werd in 1876 beschreven door Oberthür.